# Referentielle Schärfe
Unter referentieller Schärfe eines Worts, Ausdrucks oder Prädikats versteht man in der Semantik den Grad, mit dem Zuhörer eine Aussage mit diesen sprachlichen Elementen als wahr anerkennen. Sie ist eine statistische Größe und bewegt sich zwischen −1 und +1.
Der Wert +1 wird erreicht, wenn alle Zuhörer die Aussage als wahr anerkennen, der Wert −1, wenn kein Zuhörer die Aussage als wahr einstuft. Stimmt genau die Hälfte der Zuhörer der Aussage zu, ist die referentielle Schärfe 0.

## Beispiele
Die folgenden Aussagen werden von Zuhörern für gewöhnlich zu 100 % bejaht. Sie haben daher eine referentielle Schärfe von +1.
- "Zwei mal zwei ist vier."
- "Hunde sind Tiere."
- "Der Eiffelturm ist mit der Antenne auf der Spitze 327 Meter hoch."

Die folgenden Sätze werden zwar einige, nicht aber alle Zuhörer als wahr anerkennen. Die referentielle Schärfe ist daher zwischen −1 und +1.
- "Die Mona Lisa ist das bekannteste Gemälde der Welt."
- "Die Straße ist nass."
- "Der Mann mit dem Goldhelm' ist nicht von Rembrandt van Rijn."

Die folgende Aussage lässt sich hingegen eindeutig verneinen. Sie hat daher eine referentielle Schärfe von −1.
- "Eins plus eins ist drei."

## Wahrnehmungen und Aussagen
Entscheidend für die 'referentielle Schärfe' einer Aussage ist die Art des möglichen Nachweises, dass die Aussage wahr ist. Hinsichtlich des Wahrheitsnachweises können wir folgende Aussage-Klassen unterscheiden:

### Aussagen im Rahmen eines axiomatischen Systems
Im Rahmen von Mathematik und formaler Logik. In der Mathematik, in der die Peano-Axiome gelten: 2 * 2 = 4. Im Rahmen der Aussagenlogik: Wenn A wahr ist und B wahr ist, dann ist auch (A und B) wahr. Wenn A wahr ist und wenn B nicht wahr ist, dann ist (A und B) falsch.

### Deskriptionen
1. Messungen
Angaben über Länge, Gewicht und Zeit unter Verwendung eines geeichten Maßstabs. Auch Kombinationen aus den genannten Messdimensionen. Die Messgenauigkeit ist abhängig von der Genauigkeit der Eichung und von der Genauigkeit der Messapparatur. Daneben gibt es bei Messungen prinzipielle Unschärfen, die dadurch zustande kommen, dass der Messende und die Messapparatur Teile eines Gesamtsystems sind (vgl. Unschärfe, bes. Messung; heisenbergsche Unschärferelation). Hans ist 184 cm groß. Der Wagen fuhr (zum Zeitpunkt t an der Stelle x) 112 km / h.
2. Zählungen
Mit Zählungen werden Elemente ein und derselben Kategorie unter Angabe einer Zahl zusammengefasst. Bei konkreten Zählungen werden Zählbereiche (dieses Haus) mit angegeben. 
Dieses Haus hat 30 Fenster. 
Zählungen können nur so scharf sein wie die verwendete Zähl-Kategorie. Wenn das Haus in diesem Beispiel drei Öffnungen hat, bei denen unklar ist, ob es sich um Fenster oder um Luken handelt, ist die Zählung solange unscharf, bis diese Frage geklärt ist.
3. Schätzungen
Bei Schätzungen werden die voraussichtlichen Ergebnisse von möglichen Messungen und Zählungen nach schnellen und intuitiven Angaben gegeben. Der subjektiv empfundene Grad der Sicherheit kann sprachlich ausgedrückt werden.
Hans dürfte ungefähr 1 Meter 85 groß sein.
Das Auto ist ca. 100 Kilometer pro Stunde gefahren.
4. Beschreibungen
Beschreibungen verwenden Kategorien der Alltagssprache, deren Bedeutung nicht mit exakten und geeichten Maßstäben verknüpft sind.
Hans ist groß. Dieses Haus hat viele Fenster.
Es ist wichtig sich klarzumachen: Die Unschärfe von alltagssprachlichen Beschreibungen kann erheblich sein. Wenn jemand sagt:
Hans ist mittelgroß.,
so kann er damit meinen, dass Hans zwischen 180 und 185 cm groß ist, ein anderer kann unter ein mittelgroßer Mann aber einen Mann zwischen 170 und 180 cm Körpergröße verstehen. Derartige Beschreibungen können über eine Definition referentiell schärfer gemacht werden. Etwa wenn festgelegt wird: Männer zwischen 20 und 50 Jahren werden dann mittelgroß genannt, wenn ihre Körpergröße zwischen 172 und 182 cm liegt.

### Evaluationen
1. Tatsachenentscheidungen
Tatsachenentscheidungen sind wertende Aussagen, die ein geschulter und ernannter Schiedsrichter in einer Art Eilverfahren macht, weil das Spiel keine längeren Feststellungsverfahren zulässt. T. haben Konsequenzen für das Spiel, weil eine Handlungsweise, die z. B. als Foul gewertet wird, eine vorher festgelegte Sanktion nach sich zieht. (T. müssen nicht auf sportliche Wettkämpfe beschränkt sein. Über Ludwig Wittgensteins Terminus 'Sprachspiel' können T. auf alle kompetitiven kommunikativen Auseinandersetzungen angewandt werden.)
2. Beurteilungen
Beurteilungen werden verwendet, um die Leistungen von Menschen in der Vergangenheit wertend darzustellen. B. stehen in enger Verbindung zu den Einschätzungen.
3. Bewertungen
4. Einschätzungen
5. Meinungsäußerungen

### Interpretationen
1. Perzeptionsinterpretationen
2. Vorschlagsinterpretationen

### Klassifikationen
1. Didaktische Benennungen
2. Klassifikatorische Benennungen
3. Nominative Benennungen

## Weitere Ebenen
Die Prüfung einer Aussage kann auf zwei Ebenen erfolgen:
1. demonstrativ – in der Realität
"Das ist eine Kuh."
"Dieser Mensch ist groß."
2. definitorisch – in der innersprachlichen Verwendung
"Eine Kuh ist ein Tier."
"Eine Kuh ist ein schönes Tier."

## Anwendung im alltäglichen Gebrauch
In alltäglichen Situationen ist klar, dass die folgenden kontextfrei gegebenen Sätze sich auf unterschiedliche Verifikationsstrategien beziehen. (Bei allen genannten Beispielsätzen ist der Begriff "kontextfrei" nicht im Sinne der Chomsky-Hierarchie von kontextfreien Sprachen zu verstehen, sondern so, dass zunächst keine weitere Angaben zur Situation gemacht werden, in denen diese Sätze geäußert werden.)
(1) Zwei mal zwei ist vier.
(2) Hunde sind Tiere.
(3) Der Eiffelturm ist mit der Antenne auf der Spitze 327 Meter hoch.
(4) Niels Bohr hat in seinen jungen Jahren in der dänischen Fußball-Nationalelf gespielt.
(5) Die Mona Lisa ist das bekannteste Gemälde der Welt.
(6) Die Straße ist nass.
(7) 'Der Mann mit dem Goldhelm' ist nicht von Rembrandt van Rijn.
Bei dem Satz (1) werden wir sagen, dass die Sache auf selbstverständliche Weise richtig ist, bei (2) verlassen wir uns auf unser Alltagswissen und auf die semantischen Regeln des Deutschen, bei (3) – (5) beziehen wir uns auf ein Lexikon oder darauf, was glaubwürdige Quellen sagen, bei (6) auf etwas sinnlich Wahrnehmbares, bei (7) auf eine Diskussion unter Rembrandt-Experten.
Der zentrale Punkt ist hier: Mit dem Äußern der Sätze wird immer auch ein Hintergrundwissen aufgerufen, das mögliche Kontexte generiert.
Wir erkennen im Alltagssprachgebrauch darum auch schnell, welchen Grad der Zustimmung diese Sätze wahrscheinlich erreichen werden. (1) – (3) wird kaum jemand widersprechen. Bei (4) kann sich zwar der Brockhaus und mit ihm der Moderator einer Quiz-Sendung im Fernsehen irren, aber in den Fußball-Aufzeichnungen wird man feststellen können, wie es sich tatsächlich verhält. Wenn die Überprüfung abgeschlossen ist, wissen wir, ob der Satz wahr oder falsch ist. Bei (5) handelt es sich entweder um eine nicht-verifizierbare Meinungsäußerung oder wir müssen Kriterien entwickeln, die es erlauben, den Satz zu verifizieren. Und wir müssen uns auf diese Kriterien einigen.
Bei Sätzen wie (6) gibt es 'clear cases', in denen wir, wenn wir auf die Straßen deuten, wissen wie es sich verhält: Es hat gerade sehr stark geregnet und die Straße ist an dieser Stelle nicht überdacht = Der Satz ist wahr. Die Straße ist erkennbar absolut trocken = Der Satz ist falsch. Allerdings gibt es bei (6), wie bei allen Sätzen, die sich auf historisches Wissen und Erfahrungen beziehen, immer 'semantische Grauzonen'. Wenn jemand (6) äußert, kann jemand entgegnen, dass die Straße zwar feucht, aber nicht nass ist.

## Semantische Zielsetzung
Der Begriff der referentiellen Schärfe ist verbunden mit der Forderung, dass für alle Aussagen, in denen es um die Wahrheit der Aussagen geht, Wege eines operationalisierbar formulierten Nachweises der Wahrheit mit angegeben werden. Damit sind grundsätzlich konsensustheoretische Implikationen der Wahrheit angesprochen und gefordert.